# Jerzy Dybicki

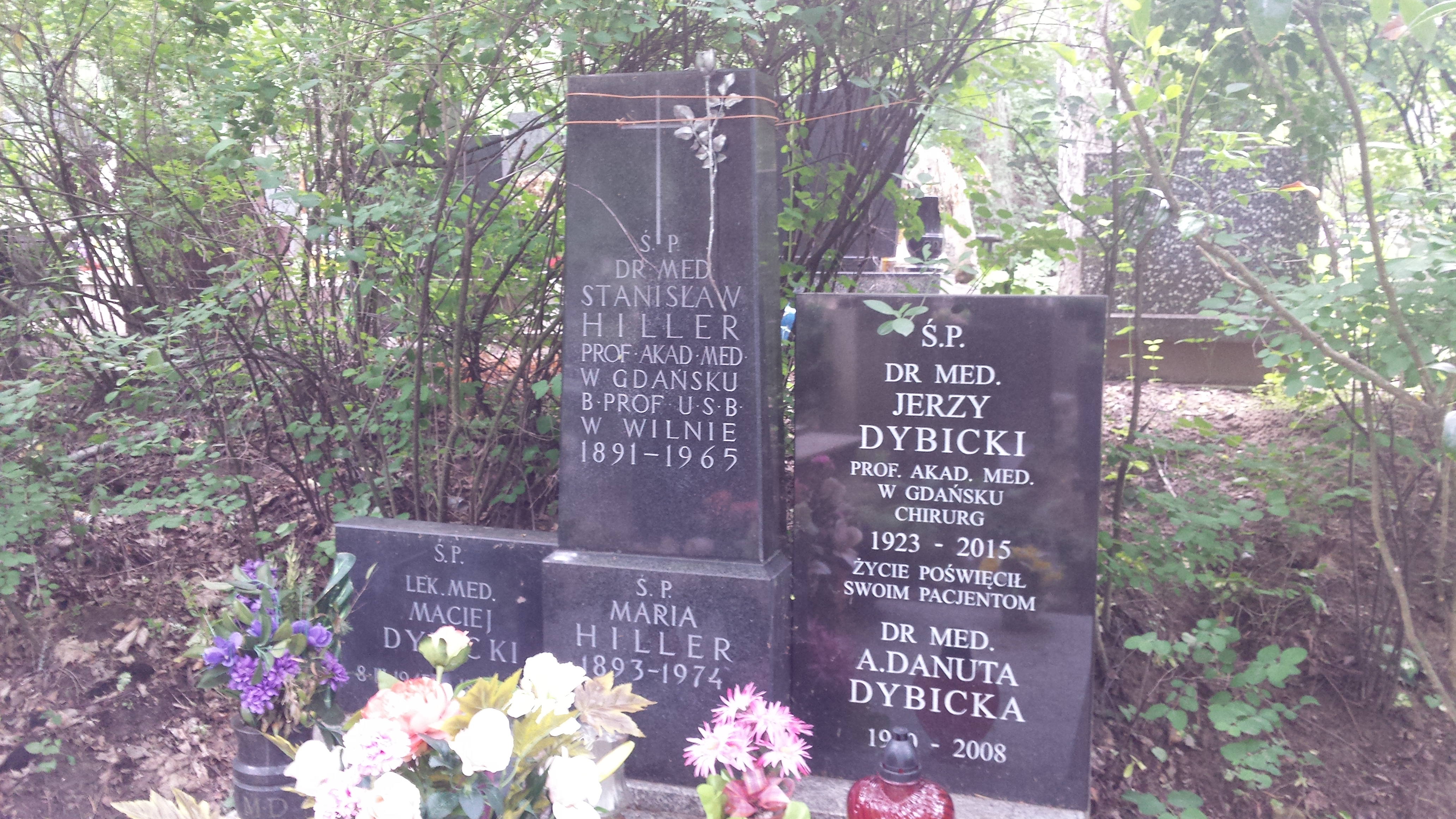
Grób profesorów Stanisława Hillera i Jerzego Dybickiego na Cmentarzu Srebrzysko w Gdańsku

Jerzy Dybicki (ur. 19 lipca 1923 w Baranowiczach, zm. 8 lipca 2015) – polski profesor medycyny, specjalista w zakresie torakochirurgii, chirurgii ogólnej i pulmonologii. Wieloletni kierownik I Katedry i Kliniki Chirurgii Ogólnej Akademii Medycznej w Gdańsku (1968-1994). Autor i współautor 266 publikacji ogłoszonych drukiem. Uczestnik powstania warszawskiego o ps. „Alex"; partyzant piątej kompanii 25 pułku piechoty AK Ziemi Piotrkowskiej ps. „Jaksa".

## Życiorys
Szkołę podstawową i gimnazjum ukończył w Nowogródku

Po wkroczeniu wojsk sowieckich w roku 1940 przeniósł się do Lublina, gdzie w roku 1943 ukończył Szkołę Chemo-techniczną Fachową
W. Borodajki – uzyskał tytuł technika chemika. W czasie II wojny światowej członek organizacji „Miecz i Pług” – po przejęciu dokumentów organizacji przez Gestapo zmuszony do ucieczki do Warszawy. Uczestnik Powstania Warszawskiego ps. „Alex”. Partyzant AK w piątej Kompanii 25. pułku piechoty AK Ziemi Piotrkowskiej w oddziale Józefa Wyrwy („Starego”) – ps. „Jaksa”.
W latach 1943–1944 studia w Prywatnej Szkole Zawodowej dla Pomocniczego Personelu Sanitarnego (szkoła Zaorskiego) w Warszawie
1944-1946 student UMCS w Lublinie – Wydział Lekarski, Katedra Medycyny Wojskowej
Dyplom Lekarza 12.12.1946.

Od 1946 roku związany z Akademią Lekarską w Gdańsku (późniejszą AMG).
- 1946-1947 – asystent Zakładu Fizjologii, wolontariusz I Kliniki Chirurgicznej ALG (kierownik: prof. K. Michejda)
- 1947-1948 – asystent oddziału urologicznego Kliniki
- 1948-1968 – pracownik II Katedry i Kliniki Chirurgii (kierownik: prof. K. Dębicki)
- 1949 02.07 – doktorat na podstawie pracy „Zdjęcia RTG nerek w czasie operacji kamicy nerkowej”
- 1952 – specjalizacja w zakresie torakochirurgii
- 1952 – specjalizacja I stopnia w zakresie chirurgii ogólnej
- 1952 – specjalizacja I stopnia w zakresie ftyzjatrii
- 1958/59 – Stypendium Fundacji Rockefellera w Uniwersytecie Vanderbilta w Nashville
- 1963 – habilitacja na podstawie pracy „Ocena badań spirometrycznych i bronchospirometrycznych w świetle spostrzeżeń klinicznych i anatomopatologicznych (w gruźlicy płuc, raku oskrzeli i rozstrzeniach oskrzeli)

Zatwierdzona przez CKK i MZiOS w 1964
- 1966/1967 stypendysta Baylor University College of Medicine
- 1968 – pracownik I Kliniki Chirurgicznej, od 15.07.68 p.o. Kierownika
- 1970-1994 – Kierownik I Kliniki Chirurgii Ogólnej AMG
- 1975 – profesor nadzwyczajny
- 1983 – tytuł profesora zwyczajnego

Patron pięciu rozpraw habilitacyjnych:
- 1974 – Jerzy Lipiński
- 1975 – Oskar Jankau
- 1983 – Zygmunt Jackiewicz
- 1985 – Wojciech Gacyk
- 1987 – Kazimierz Krajka

Pochowany na Cmentarzu Srebrzysko w Gdańsku (rejon IX, kwatera profesorów).

## Odznaczenia i nagrody
- 1969 – Odznaka „Za wzorową pracę w służbie zdrowia”
- 1973 – Medal zasłużony Ziemi Gdańskiej
- 1973 – Medal 30-lecia Polski Ludowej
- 1974 – Złoty Krzyż Zasługi za dwudziestoletnią nienaganną pracę pedagogiczną
- 1978 – Krzyż Kawalerski Orderu Odrodzenia Polski
- 1981 – Odznaka „Za zasługi dla Gdańska”
- 1983 – Medal Komisji Edukacji Narodowej
- 1984 – Medal 40-lecia Polski Ludowej
- 1987 – Nagroda Ministra Zdrowia za osiągnięcia dydaktyczne
- 1994 – Nagroda zespołowa (wraz z W. Gacykiem i W. Zielińską) za wprowadzenie nowych metod w zakresie leczenia krwawiących żylaków przełyku<
- 1995 – Krzyż Armii Krajowej